# 의사
의사(醫師, medical doctor, physician 또는 surgeon)는 현대의학의 전문가로서 인체의 질병, 손상, 각종 신체 혹은 정신의 이상을 연구하고 진단, 치료함으로써 인간의 건강을 증진하고 유지하며 회복시키는 일을 수행하는 사람을 말한다.
대한민국의 의료법에 의하면 의료진은 의사·치과의사·한의사·조산사(助産師)·간호사(看護師)로 나누고 있으며, 이 중 의사는 의료와 보건지도에 종사함을 임무로 한다.
의사가 되고자 하는 자는 의과대학이나 의학전문대학원에서 의학을 전공하고 졸업하여 의학사학위 또는 의무 석사 학위를 받은 자로서 의사면허 취득을 위한 국가시험에 합격한 다음 보건복지부 장관의 면허를 받아야 한다. 다만 외국에서 의사 면허를 받은 대한민국의 국적을 갖고 영주권을 얻은 자는 소정의 시험을 거쳐 그 면허를 얻을 수 있다.

## 분류
의과대학 혹은 의학전문대학원을 졸업하여 학위를 취득하고 의사면허시험을 통과하여 의사면허를 받은 의사직의 대다수는 크게 기초연구의사와 임상의사의 두가지 방향으로 경력을 쌓게 된다. 그러나 이 두가지 외에도 보건행정가를 포함한 경력군이 존재한다.

### 기초의사
기초의사는 기초의학 분야(생화학, 분자생물학, 해부학, 생리학, 기생충학, 미생물학, 면역학, 약리학, 예방의학 등)의 전문가로서 이 분야에 대한 교육과 연구에 종사한다. 거의 대부분 대학이나 연구기관 등에 소속되어 있다.

### 임상의사
임상의사는 임상의학 분야의 전문가로서 환자 진료와 교육, 연구에 종사한다. 대한민국의 의료법에 따라 의사가 임상의사로서 진료를 하려면 의원, 병원, 종합병원 등의 의료기관에 소속되어 있어야 한다. 의사는 전반적인 의학 분야에 걸쳐 연구와 진료를 수행할 수 있으나 특정 질환군이나 환자군, 혹은 특정 치료 분야에 대해서만 집중적으로 연구와 진료를 수행하는 경우도 있다. 흔히 전자의 경우 일반의사, 후자의 경우 전문의사라 불린다.

#### 일반의사
일반의사는 일차 진료에 필요한 의학 전반에 대한 지식을 갖추고 여러 환자에 대한 일차 진료를 주로 하게 된다.
대학병원에서는 CT도 같이 운영한다.

#### 전문의사
특정 분야에 해 추가적인 수련을 받고 전문의 자격을 취득한 의사를 말한다. 현재 대한민국 전문의의 수련 및 자격 인정 등에 관한 규정에 규정된 임상의학의 전문과목은 다음과 같다.
- 가정의학과
- 결핵과
- 내과
- 방사선종양학과
- 병리과
- 비뇨기과
- 마취통증의학과
- 산부인과
- 소아청소년외과
- 성형외과
- 신경외과
- 안과
- 영상의학과
- 예방의학과
- 외과
- 응급의학과
- 이비인후과
- 작업환경의학과|직업환경의학과
- 재활의학과
- 정신건강의학과
- 정형외과
- 진단검사의학과
- 피부과
- 마취과
- 핵의학과
- 흉부외과
- 일반외과

위의 전문과목에 대한 수련을 받고 전문의를 취득한 후에도 전문과목 내의 특정 분야에서 더 집중적으로 연구와 진료를 위한 수련「임상강사 혹은 펠로우(fellow) 과정」을 받는 경우가 있으며, 과정을 마치고 각 학회 주관의 인증 시험 등을 마치는 경우, 세부전문의 혹은 분과전문의로 인증을 받으나, 의료법에서 보호받는 인증은 아니다.

## 교육과 수련
대한민국에서 의사가 되기 위해서는 6년 과정으로 이루어진 대학을 졸업하고 의학사 학위를 취득하거나 4년 과정으로 이루어진 의학전문대학원을 졸업하고 의무 석사 학위를 취득한 후 국가시험을 통과하여야 한다. 이 과정을 통과하면 보건복지부장관이 발부하는 의사 면허를 취득하게 되며, 의사로서 진료를 할 수 있는 자격이 주어진다. 의사가 된 후에도 추가적인 수련이 광범위하게 이루어지고 있는데, 그중 기초의학자가 되기 위한 수련과 전문의사가 되기 위한 수련과정이 가장 활발하고 체계적으로 이루어지고 있다.

### 기초의사
기초의사의 경우 주로 대학의 기초의학교실에서 조교로서 수련을 받으며, 학부생 교육 및 교수 연구에 참여하며 수련을 받게 된다. 병리학교실, 약리학교실의 경우 병원에서 레지던트로 근무하기도 한다.

### 임상의사
임상의사의 경우 전문의가 되기 위한 수련 과정이 대표적이다. 이 수련과정은 보건복지부령에 의해 지정된 수련병원 또는 수련기관에서 이루어진다. 공식적으로는 가정의학과를 제외한 전공의 과정을 지원하기 위해서는 그 이전에 1년간의 수련의 과정을 수료하여야 하나, 대부분의 경우 가정의학과도 수련의 과정을 마친 후 전공의 과정을 밟는다.
의사의 경우 가정의학과, 결핵과, 예방의학과 전문의는 3년간의 전공의 과정을 거치며, 그 외의 임상과들은 4년간의 전공의 과정을 거쳐야 한다. 수련의 과정은 임상과를 두루 순환하며 각 과에서 임상적 경험을 쌓는 것을 목표로 한다. 전공의 과정을 수료하고 해당 학회가 정한 기준을 충족하면 전문의 시험에 응시할 수 있는 자격이 생기며, 전문의 시험을 통과하면 전문의 자격을 부여받는다.
전문의가 된 뒤에도 해당 임상과에서 더 좁은 분야를 집중적으로 연구하기 위해 임상강사 과정을 거치기도 하는데 이 과정은 1년 혹은 2년 단위로 이루어지며, 대부분의 경우 특별히 정해진 기간은 없다
위의 과정 외에도 각 학회에서 제공하는 여러 가지 교육 프로그램들이 진행되며, 때로는 수련병원 혹은 수련기관이 아닌 의료기관에서 다른 의사에게 개인적으로 수련을 받는 경우도 있다. 후자의 경우 수련을 마쳐도 특별한 자격이나 면허가 주어지지는 않는다.

### 미국의 의사 (MD / DO)
미국에서는 의사를 MD 또는 DO라고 부르며 직역을 하면 의학박사가 되기 때문에 한국에서 통상적인 의미의 의학박사 즉 의학Ph.D와 많은 개념적 혼란을 일으킨다. 미국에서 4년제 일반학부 졸업 후 메디컬 스쿨(의학전문대학원)에서 4년의 의학교육을 받고 졸업하면 자동으로 받는 학위가 MD나 DO이다. 하지만 한국에서 교육받고 면허를 취득한 의사들도 스스로를 MD라고 지칭하는 것이 관행화되어 있다.

## 군 복무

### 군의관
대한민국에서 의대를 졸업하고 의사 면허를 취득한 병역 대상 남성은 병역의무를 이행하기 전에 수련을 받고 싶다면 의무사관후보생이 되며, 추후 몇가지 형태로 병역의 의무를 이행하게 된다. 하지만, 의과대학 졸업 후 반드시 의무사관 후보생이 되는 것은 아니며 수련을 받지 않는다면 일반병 공익근무요원으로 근무하는 것도 가능하다. 의무사관 후보생중 군의관을 선발하고 남는 자원이 공중보건의가 되게 된다. 의사면허 취득 이 후 의사경력이 3년 이하 일 경우 중위로 임관하며, 2012년 기준으로 인턴 중도포기자, 인턴 수료 후 전공의 과정에 입문하지 못한자, 전공의 과정을 중도에 포기한자 등이 해당이 된다. 의사경력이 3년이상이거나 전문의 자격을 취득한 의사는 대위로, 전문의 자격 취득 후 임상강사(펠로우) 과정을 수료한 의사는 대위로 임관하며 2개월의 군사훈련과 2주의 특기훈련 후 36개월간 복무하게 된다.

### 공중보건의사
병의 신분으로 4주 간의 기초군사훈련을 받은 후 이등병으로 전역되며 이후 기존 4주훈련 포함 3년 간 공무원의 신분이 되어 공중보건의사로 대체 복무하게 된다. 의과대학을 졸업한 후 수련을 받지 아니하고 공중보건의에 지원한자, 의무사관후보생이나 군의관을 선발되지 않은 자 등이 해당이 된다. 비록 신분은 병이지만 급여는 육군 중위에 준하게 받는다.

## 스포츠
어떠한 스포츠이든 국제 규모의 대회에서는 경기장에 만약의 사태를 대비하기 위해 의사가 반드시 대기하게 된다. 특히 이종격투기, 권투, 프로레슬링 등 매우 격렬한 투기 종목의 경우 아예 '링 닥터(Ring Doctor)'라는 전속 의사를 둔다. 링 닥터는 선수의 몸 상태를 파악하여 직권으로 경기를 중단시킬 수 있는데 이를 닥터 스톱(Doctor Stop)이라 한다.

## 의사의 주의의무와 설명의무
의사가 환자에 대해 지는 사법상의 의무는 의학상의 기준에 따라 진단과 치료를 행할 의무("진료상의 주의의무")와 환자에게 충분한 설명을 함으로써 진단검사나 치료를 받을 것인지를 판단할 수 있게 하고, 진료과정에서 피할 수 있는 불이익을 당하지 않도록 배려할 의무이다.

## 같이 보기
- 의과대학(medical school)
- 병원
- 보건의료인국가시험
- USMLE
- 의학
- 대학 병원
- 대한의사협회
- 메디컬잡
- 간호사
- 한의사
- 한약사
- 약사
- 인턴 (의학)
- 전공의
- 전임의

## 참고 문헌
- 권용우/김영규, 의료과오의 민사책임, 신양사, 2005.
- 김병일, 의료계약법론, 한국학술정보, 2006.
- 신현호/백경희, 의료분쟁 조정, 소송 총론, 육법사, 2011.